# کرم بورسین
کرم بورسین (ترکی استانبولی: Kerem Bürsin؛ زادهٔ ۴ ژوئن ۱۹۸۷) بازیگر اهل ترکیه است.

## زندگی شخصی
کرم بورسین در کشورهای مختلفی از جمله اسکاتلند، اندونزی، امارات متحده عربی، ترکیه، مالزی و ایالات متحده آمریکا زندگی کرده‌است. او در سال ۱۹۹۹ و هنگامی که ۱۲ سال سن داشت؛ با خانواده اش به ایالات متحده نقل مکان کرد. وی از دپارتمان ارتباطات بازاریابی کالج امرسون فارغ‌التحصیل شد و همزمان با تحصیلش در دانشگاه، دروس بازیگری را گذراند. او به عنوان بهترین بازیگر تئاتر در یک مسابقه در دبیرستانی در ایالات متحده برگزیده شد. او قبل از شروع بازیگری راننده بود. بورسین قبلاً در سال ۲۰۱۰ در فیلم‌های تلویزیونی آمریکایی از جمله Sharktopus بازی کرده بود. در ۹ سپتامبر ۲۰۱۳، او در تبلیغاتی برای پیام رسان اجتماعی لاین حاضر شد. بورسین با بازی در نقش «کرم سایر» در سریال در انتظار آفتاب از کانال D ، شناخته شد. بورسین هر دو سینمای هالیوود و ترکیه را دنبال می‌کند و ترجیح می‌دهد از هر دو زبان انگلیسی و ترکی در هنگام بازی در فیلم‌هایش استفاده کند. او همچنین برنده جایزه بهترین بازیگر بین‌المللی سئول شده‌است. از آخرین سریال هایی که بازی کرده می‌توان به نقش اصلی سریال تو در خانه‌ام را بزن به نام «سرکان بولات» در کنار هانده ارچل اشاره کرد. این سریال توسط MF Yapım، به کارگردانی یوسف پیرهسان، اندر مهلار و آلتان دونمز تهیه شده‌است و فیلم‌نامه آن را عایشه آنر کوتلو نوشته‌است. این سریال اولین بار در شبکه فاکس در ۸ ژوئیه ۲۰۲۰ با دریافت نقدهای مثبت صاحب نظران و همچنین رتبهٔ بالا به نمایش درآمد.

## فیلم شناسی
| سال  | اسم                   | نقش    |
| ---- | --------------------- | ------ |
| ۲۰۰۶ | Thursday              | گراس   |
| ۲۰۰۷ | Strawberry Melancholy | تراویس |
| ۲۰۱۰ | Wendigo Sharktopus    | اندی   |
| ۲۰۱۳ | Palace of the         | آدام   |
| ۲۰۱۴ | Unutursam Fısılda     | ارهان  |
| ۲۰۱۸ | İyi Oyun              | فرهاد  |
| ۲۰۱۸ | Can Feda              | اونور  |
| ۲۰۲۰ | Eflatun               | سرکان  |

| سال       | اسم                               | نقش                      | وضعیت پخش سریال |
| --------- | --------------------------------- | ------------------------ | --------------- |
| ۲۰۱۳–۲۰۱۴ | درانتظار آفتاب                    | کرم سایر / گونش سایر     | پخش شده         |
| ۲۰۱۴      | Ulan İstanbul                     | ایگیت/ ییعیت             | پخش شده         |
| ۲۰۱۴−۲۰۱۵ | شرافت                             | ایگیت/ ییعیت             | پخش شده         |
| ۲۰۱۷      | این شهر پشت سرت خواهد آمد         | علی اسمیت                | پخش شده         |
| ۲۰۱۸      | جاودانه‌ها/مردگان (سریال اینترنتی) | دیمیتری                  | پخش شده         |
| ۲۰۱۸−۲۰۱۹ | زوج طلایی                         | مصطفی کریم جان (م.کا. ج) | پخش شده         |
| ۲۰۲۰-     | دقیقا دقیقاً                       | دنیز                     | پخش شده         |
| ۲۰۲۰-۲۰۲۱ | تو در خانه‌ام را بزن               | سرکان بولات              | پخش شده         |
| ۲۰۲۳      | اگر خیلی دوست داشته باشی          | آتش ارجالی               | پخش شده         |